# Lawrencia incana
Lawrencia incana är en malvaväxtart som först beskrevs av John McConnell Black, och fick sitt nu gällande namn av Ronald Melville. Lawrencia incana ingår i släktet Lawrencia och familjen malvaväxter. Inga underarter finns listade i Catalogue of Life.